# Вја Броцоло (Рим)
Вја Броцоло је насеље у Италији у округу Рим, региону Лацио.
Према процени из 2011. у насељу је живело 251 становника. Насеље се налази на надморској висини од 87 м.